# 王嘉谷
王嘉谷，浙江山阴（今浙江绍兴）人，是一名清朝政治人物。
王嘉谷曾于1848年接替王锡九任奉贤县知县一职，1853年由刘安澜接任。